# 白朗寧雙動半自動手槍
白朗寧雙動半自動手槍（英語：Browning BDA；BDA，英语全稱：Browning Double Action，意為：白朗寧雙動操作型）是一款由比利时埃斯塔勒的國營工廠於1980年代研製及生產的雙動操作（DA）式半自動手槍，是白朗寧大威力半自動手槍的雙動操作扳機版本，發射9×19毫米口徑手枪子彈。

## 歷史
1983年，白朗寧大威力雙動半自動手槍曾設想於美國一份為了尋找可以用以取代M1911A1的XM9軍用佩槍試驗中參與競標。（參見「三軍聯合輕武器計劃」（英語：Joint Service Small Arms Program，簡稱：JSSAP））該計劃要求一款發射9×19毫米口徑魯格手枪子彈的全新佩槍，並且計劃將會裝備美國三軍的所有分支部隊。但最後在競標之中得標的是意大利貝瑞塔92F（即現在的貝瑞塔M9手槍）。芬蘭國防軍採用了該槍以後將它投入服役，用作他們的制式手槍，並且命名為9.00 PIST 80和9.00 PIST 80-91。該手槍是在欧洲銷售時則命名為大威力雙動半自動手槍（英語：HP-DA；英语全稱：Hi-Power Double Action，意為：大威力雙動操作型）。
白朗寧雙動半自動手槍的所有版本的整體設計佈局是以白朗寧大威力半自動手槍為藍本，其套筒的大小、視覺上的平衡感，都在極力與原槍保持相同，因而令套筒座、握把等的設計也因繼承了原有風化而令外觀上大致相同。但該槍具有顯著地符合人體工程學的設計變化，以更新武器整體來更符合現代軍事需求。當中最值得引人注意的是縮短的擊錘柄部，而使用者握持原來的白朗寧大威力半自動手槍時若果一不小心，這擊錘柄部上直齒圓柱型所施加的壓力往往會「咬」入使用者握持槍手的拇指和食指之間的虎口造成疼痛。

## 設計細節
白朗寧大威力BDA是一把半自動槍管短行程後座作用操作的後膛裝填式手槍。它具有一個垂直傾斜延遲式凸耳槍機。這種閉鎖機構是從白朗寧大威力半自動手槍所借來的。該手槍具有雙動操作扳機（DA），它會通過與擊發機構聯動的裝置以拉後然後釋放擊錘。而套筒的後座力會將擊錘重新拉後，令接下來的所有連續射擊是以單動模式來發射。一個斷路器可以確保手槍只在半自動模式以下射擊。以彈簧來固定的外置式爪形抽殼鈎安裝在套筒，而固定式拋殼頂桿則設置於手槍底把以內。BDA具有自動撞針保險，以阻止撞針和只有在扣動扳機來發射時才被釋放，能夠安全地防止走火（意外射擊）。緊接著發射了一發以後，即使扳機仍未被釋放，保險本身都會即時重新接合。BDA還具有一個待擊保險（英語：Decocking safety），能夠安全地釋放和將擊錘帶進一個保險式缺口。待擊解脫桿（英語：Decocking lever）安裝在手槍底把的兩側。
BDA是由14發容量的可拆卸式雙排彈匣所供彈。其彈匣釋放按鈕位於扳機護環的根部，可以簡單地通過交換按鈕而配置為右手或左手的使用者來使用。BDA配備了套筒鎖，當彈匣內的彈藥耗盡以後會激活無彈後定，並且保持套筒處於開放狀態。這時套筒可以通過按下設置在底把左側的套筒釋放桿被釋放。該手槍是用固定機械瞄具與對比點——片狀準星和以燕尾槽銜接的缺口式照門來瞄準。作為一個選項，也可以安裝氚光照明式Meprolight夜間瞄準具。
BDA發射9×19毫米口徑手枪子彈，但9×21毫米IMI口徑版本也可向各個禁止於民用市場及用途上提供軍用型口徑（例如前述的9×19毫米）的國家及地區提供。

## 衍生型
白朗寧大威力BDA除了有標準型（最初命名為BDA-9S），也生產了兩款緊湊型衍生型：針對執法機關市場的中型型號（有BDAM或BDA-9M這兩種可互換的命名；M＝Medium）和專為空軍人員而設計的緊湊型型號（命名為BDAC或BDA-9C；C＝Compact），都是將套筒、槍管、握把、套筒座縮短的型號。
BDA的衍生型是BDAO半自動手槍（英语全稱：Browning Double Action Only，意為：白朗寧純雙動操作型），具有不同的扳機機構，並且隨著每發都會自動地把擊錘從待擊狀態拉後然後釋放。由於是純雙動型，因而也取消手動保險和待擊解脫桿。該手槍是在欧洲銷售時則命名為大威力純雙動半自動手槍（英語：HP-DAO；英语全稱：Hi-Power Double Action Only，意為：大威力純雙動操作型）。目前埃斯塔勒已經不再在他們的銷售產品目錄上宣傳該半自動手槍。

## 使用國

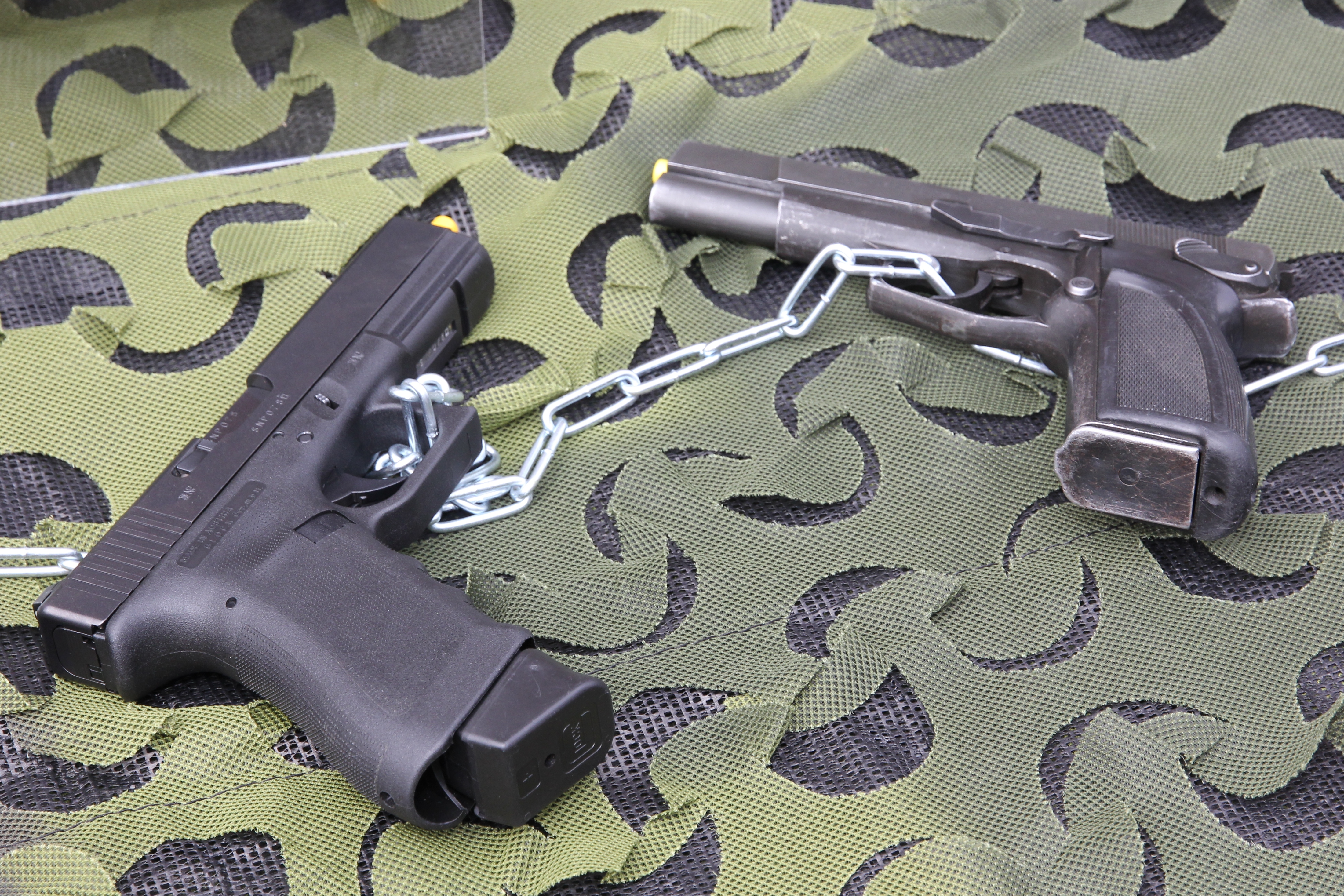
格洛克17和白朗寧雙動半自動手槍的比較。

- 阿根廷：軍隊和警察採用本土生產版本。
- 芬兰
  - 芬蘭國防軍[1]
- 黎巴嫩
  - 黎巴嫩陸軍
- 葡萄牙
  - 葡萄牙治安警察局（英语：Polícia de Segurança Pública）特別行動組

## 資料來源

## 外部連結
- （英文）—Modern Firearms—Browning DA / FN HP-DA / BDA9 / BDAO （页面存档备份，存于）
- （英文）—History and Disassembly Instructions for the Browning Hi-Power
- （英文）—Browning Hi-Power prototypes
- （英文）—Military, Security and Civilian Guns—Browning BDA (Browning Double-Action) （页面存档备份，存于）
- （俄文）—Энциклопедия Вооружений－Пистолет ФН ДА9（FN DA9, Double Action 9 mm） （页面存档备份，存于）
- （简体中文）—D Boy Gun World（槍炮世界）—FN BDA / HP-DA （页面存档备份，存于）
  - FN BDAO / HP-DAO （页面存档备份，存于）
  - FN HP-DAC （页面存档备份，存于）
- （繁體中文）—Civilian Gunner.com—FN Browing Hi-power (Double Action)  （页面存档备份，存于）